# Ripley Under Ground
Ripley Under Ground ist ein Kriminalroman der US-amerikanischen Autorin Patricia Highsmith aus dem Jahr 1970. Er ist nach Der talentierte Mr. Ripley (1955) der zweite Roman um den Serienmörder Tom Ripley. Die deutsche Übersetzung erschien 1972 unter demselben Titel im Schweizer Diogenes Verlag.

## Handlung
Der Amerikaner Tom Ripley lebt in dem (fiktiven) Dorf Villeperce-sur-Seine nahe Paris. Er ist inzwischen 31 Jahre alt, mit der Französin Héloise verheiratet und führt ein Müßiggängerleben, finanziert mit dem Vermögen des vor sechs Jahren von ihm ermordeten Dickie Greenleaf, dessen Testament er zu seinen Gunsten gefälscht hat, und den Zuwendungen seines reichen Schwiegervaters.
Zu seinen Nebeneinkünften zählen die Erträge eines Kunstfälscherrings, den er mit initiiert hat. Seit der britische Maler Derwatt während einer depressiven Phase Selbstmord beging, fingieren zwei Londoner Galeristen, Freunde Toms, sein Fortleben. Derwatt, so die offizielle Verlautbarung, lebt und arbeitet unter falschem Namen in Mexiko. Die nach Derwatts Selbstmord entstandenen Bilder erzielen ebenso hohe Preise wie die Originale, stammen in Wahrheit jedoch von dem Maler Bernard Tufts, einem Bekannten der drei und Bewunderer Derwatts.
Als der amerikanische Kunstsammler Thomas Murchison, der ein Gemälde von Derwatt besitzt, dessen Echtheit anzweifelt, gerät der Fälscherring in Gefahr. Zunächst versucht Ripley, das Problem zu lösen, indem er sich bei einer Ausstellungseröffnung in London als Derwatt verkleidet und Murchison die Echtheit seines Gemäldes zusichert. Als das nicht ausreicht, lädt er, nun als Tom Ripley auftretend, Murchison in sein Haus in Frankreich ein, um ihm seine Sammlung von Derwatts als Vergleichsobjekte zu zeigen. Nach vergeblichen Bemühungen, Murchison (der seine Maskerade durchschaut hat) von seinen Recherchen abzubringen, ermordet Ripley ihn.
Während die französische und britische Polizei nach dem vermissten Murchison fahnden und zu diesem Zweck auch Ripleys Grundstück absuchen, erhält Ripley erst überraschenden Besuch von einem Verwandten Dickie Greenleafs, dann von Bernard Tufts. Mit Hilfe von Tufts beseitigt er Murchisons Leiche, die von einer Brücke in einen Fluss geworfen wird. Tufts wird von anhaltenden Schuldgefühlen gegenüber dem toten Derwatt geplagt und leidet unter der Trennung von seiner Freundin, die seine Fälscherarbeit nicht mehr unterstützen will. Schließlich wendet er sich gegen Ripley, dem er als Initiator des Fälscherrings die Schuld an seiner Misere gibt, und versucht ihn umzubringen. Ripley überlebt und reist Tufts nach Salzburg nach. Nachdem er beobachtet hat, wie Tufts schließlich Selbstmord begeht, verbrennt Tom die Leiche und hinterlässt in der Asche einen Ring, den er als Derwatt getragen hat, um dessen Selbsttötung vorzutäuschen.
Anders als der erste Roman hat Ripley Under Ground ein offenes Ende: Die Erzählung bricht unvermittelt ab, während die Ermittlungen noch im Gange sind. Ripley spricht sich selbst Mut zu, als das Telefon klingelt, an dessen anderem Ende er die Polizei vermutet.

## Hintergrund
Bereits 1958 hatte Patricia Highsmith über eine Fortsetzung des ersten Ripley-Romans unter dem Titel The Alarming Return of Mr Ripley nachgedacht, ein Vorhaben, das sie aber nicht in die Tat umsetzte. Ende 1968 begann sie die Niederschrift von Ripley Under Ground. Highsmith datierte den Roman sechs Jahre nach Tom Ripleys Mord an Dickie Greenleaf und charakterisierte Ripley nicht mehr als unsicheren jungen Mann, sondern als „von mystischem Ursprung, ein Quell des Bösen“ („mystic origin, a font of evil“). Nach ihrer Aussage hatte sie unter anderem der Fall des Kunstfälschers Han van Meegeren zu dem Roman angeregt.
Highsmith-Biograf Andrew Wilson sah auch Parallelen zu Oscar Wildes Roman Das Bildnis des Dorian Gray: „Die Maske der Ehrbarkeit und der scheinbar ewig jugendlichen Schönheit tragen beide, Ripley sowie Dorian; sie umgeben sich mit ästhetisch ansprechenden Gegenständen in dem Glauben, dass die Oberfläche und der Stil wichtiger sind als die Substanz.“ Dorian sehne sich wie Ripley danach, die Identität eines anderen anzunehmen, und Ripley trage Züge der „Wildeschen Dekadenz“. – Ein Zitat aus Oscar Wildes Briefen ist Highsmiths Roman vorangestellt.
Die fiktive Ortschaft Villeperce-sur-Seine ist unweit der Stadt Fontainebleau angesiedelt, in deren näheren Umgebung Highsmith von 1967 bis 1981 wohnte. Das Anwesen von Tom Ripley trägt den Namen „Belle Ombre“ (dt. „Schöner Schatten“), dieser diente später als Titel einer Biografie über die Autorin.
1974 folgte mit Ripley’s Game der dritte Roman aus der Tom Ripley-Reihe.

## Rezeption
„Dank ihrer hypnotisierenden Kunstfertigkeit katapultiert [Patricia Highsmith] den Kriminalroman auf einen sehr hohen Platz in der Hierarchie der Literatur.“

## Adaptionen
1977 drehte Wim Wenders mit Der amerikanische Freund offiziell eine Adaption von Highsmiths Roman Ripley’s Game. Tatsächlich bediente er sich dabei auch Motiven aus Ripley Under Ground. Dennis Hopper verkörperte Tom Ripley.
1982 lief in der Sendereihe The South Bank Show des britischen Senders „London Weekend Television“/ITV die Dokumentation Patricia Highsmith: A Gift for Murder. In dieser wurden Szenen aus Ripley Under Ground dramatisiert, mit Jonathan Kent als Tom Ripley.
1989 brachte der Hessische Rundfunk in Zusammenarbeit mit dem Südwestfunk ein knapp zwei Stunden dauerndes Hörspiel heraus. Die Regie hatte Götz Fritsch.
2005 verfilmte Roger Spottiswoode den Roman unter dem Buchtitel Ripley Under Ground, Barry Pepper übernahm die Rolle des Tom Ripley.
2009 sendete der Radiosender BBC Radio 4 eine einstündige Hörspielfassung mit Ian Hart als Tom Ripley, Regie führte Claire Grove.

## Ausgaben
- Ripley Under Ground. Heinemann, London 1970.
- Ripley Under Ground. Doubleday, New York 1970.
- Ripley Under Ground. Übersetzt von Anne Uhde, Diogenes, Zürich 1972.
- Ripley Under Ground. Übersetzt von Melanie Walz, Diogenes, Zürich 2002, ISBN 3-257-06414-4.